# 協同乳業
協同乳業株式会社（きょうどうにゅうぎょう 英称：Kyodo Milk Industry CO.,LTD.）は、東京都中央区日本橋小網町17-2に本社を置く総合乳業メーカー。

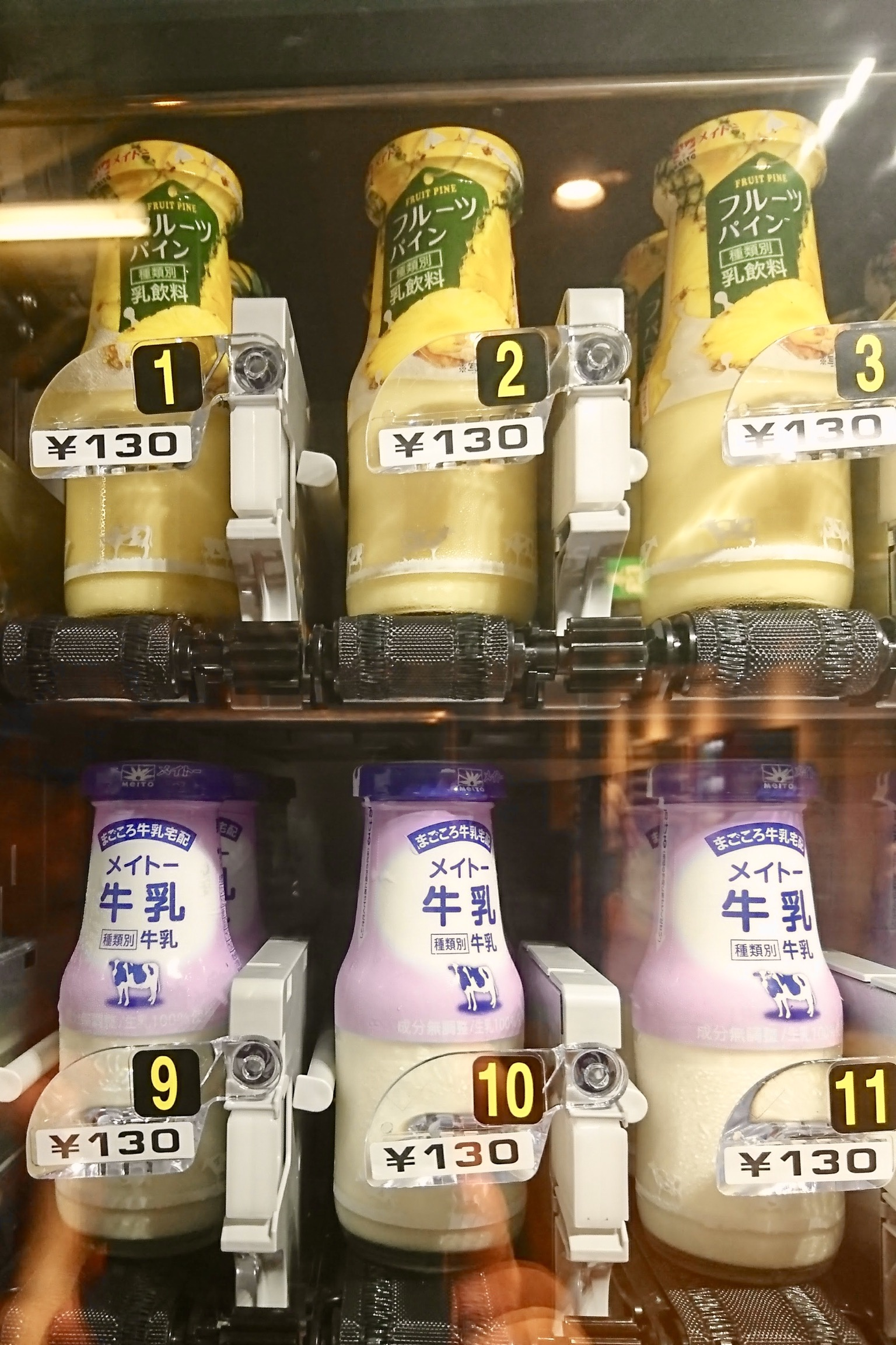
メイトー牛乳

## 概要
社会党の代議士でもあった吉田正が、終戦当時の長野県の農村の疲弊を見て、同県農民主導の乳業会社を目指して設立した。
メイトー（MeITO）のブランド名で牛乳・チーズ・はっ酵乳・プリン・クリーム・アイスクリーム・清涼飲料水等の製造・販売を行っている。
ブランド名は当社設立時に吉田の友人であった実業家・横井広太郎が経営する旧：名古屋精糖株式会社から資本を受け、同社グループの1社となったことに由来する。なお、1971年に名古屋精糖は会社更生法を申請して経営破綻。その後は全国農業協同組合連合会が筆頭株主となっており、全農系の会社となっている。また、同じくmeitoブランドを使用している名糖産業とは1990年から名糖産業が「ホームランバー」の生産を引き受けるなど、現在も一定の関係を保持している。
現在の乳業界においては、明治・森永乳業・雪印メグミルクの大手3社に追随する、江崎グリコ・タカナシ乳業等と共に準大手・中堅に位置している。また、創設の志や人脈的な関連から雪印乳業（現：雪印メグミルク）の支援を仰いでいた時期もあった。雪印乳業の不祥事に端を発する日本ミルクコミュニティ（現：雪印メグミルク）の創設に際し、当社も合流するという一部報道があったが、実現しなかった。のち2012年11月13日には、雪印メグミルクと資本・業務提携することで合意した。
乳業メーカーとしては、長きにわたりテトラパック入りの乳製品を製造していた企業としても知られる。この当時、専用機械をスウェーデンのテトラパック本社から調達していた。
かつて「グリコ協同乳業」を名乗っていたグリコ乳業とは当時から資本等の関係は一切ない。

## 沿革
- 1953年（昭和28年）12月 - 名古屋精糖（1948年に糖化工業として設立）の子会社として創業。
- 1955年（昭和30年） - 日本初の「アイスクリームバー」（ホームランバー）を生産開始。
- 1956年（昭和31年） - 日本初のテトラ牛乳を生産開始。
- 1981年（昭和56年） - 日本初の本格カスタードプリンの工業化
- 1984年（昭和59年） - 日本初の乳清飲料である「ミルフル」発売
- 1999年（平成11年） - 信州ミルクランドを設立。
- 2003年（平成15年） - 仏・ボングラン社との合弁会社「フロマージェアソシエジャポン」を設立
- 2005年（平成17年） - 「コーカサスヨーグルト」発売
- 2016年（平成28年） -  JA全農より関東・甲信越・東海・関西地域での販売許諾を受け、農協牛乳の製造を開始。
- 2022年（令和4年）6月-全国農業協同組合連合会の子会社となる。

## 主な商品

### 牛乳・乳飲料・清涼飲料
- メイトー牛乳 - 主に給食・宅配・業務用
- 東京牛乳
- 農協牛乳
- 酪農家限定 信州安曇野牛乳（宅配）
- おいしい愛知牛乳
- 京都の美味しい牛乳
- しっかり濃厚4.4
- おいしい低脂肪乳
- たっぷりカルシウムの低脂肪
- 調整豆乳
- 大地と酪農の恵み
- 農協ミルク
- 農協珈琲
- おいしいコーヒー
- おいしいいちごオレ
- 一日分カルシウムと鉄分（宅配）
- メイトーミルクティー・レモンティー
- VC3000レモネード
- コップ1杯1日分のFe鉄分&葉酸
- 期間限定ウォーター（梨・シークワーサー・ユズ　など）
- 宅配習慣グルコサミン[4]

### ヨーグルト
- 農協ヨーグルト
- 血管サポートヨーグルト
- おなかにおいしいヨーグルト
- おなかにおいしいのむヨーグルト[5]
- 増加型ビフィズス菌LKM512ヨーグルト・のむヨーグルト・顆粒
- ドール　フルーツ&ヨーグルトシリーズ
- 鉄分&のむヨーグルト
- フローズンヨーグルト
- 健康投資ヨーグルト[6]

### 乳酸菌飲料
- 鉄葉さん[7]

### チルドプリン
- メイトーのカスタードプリン
- メイトーのなめらかプリン
- メイトーのとろけるなめらかプリン
- メイトーのかぼちゃプリン
- メイトープリン

### アイス
- ホームランバー - 九州地区においては関連会社の名糖産業が製造、販売している。
- 農協ミルクモナカ
- じゅわっとラムレーズン
- グランカカオ
- バンポソーダ

### チーズ
- メイトーカッテージチーズ
- クリームチーズ
- サワークリーム

## 主要関連企業
- フロマージェアソシエジャポン - 日仏合弁のチーズ製造会社。
- 信州ミルクランド株式会社
- 広島協同乳業株式会社
- 北陸メイトー乳業株式会社
- リフレカップ株式会社
- メイトーフードサービス株式会社
- 株式会社食品流通システム

### かつての関連企業
- 日本ビーンズ - 豆腐及び豆腐加工製品（油揚げ、厚揚げ、がんもどき等）の製造販売。1971年設立。2015年の増資に伴い、ポッカサッポロフード&ビバレッジが筆頭株主となる。2017年12月、相模屋食料が100%出資する子会社に事業譲渡[8]。

#### 名古屋製糖グループ
- 名糖産業 - 東証1部上場。当社と同じく「meito」ブランドを使用している。
- 名糖運輸 - 東証1部上場。運輸業。協同乳業と名古屋精糖、名糖産業の共同出資だった。
- 名糖 - 製袋、各種包装用品の製造。
- 大和産業 - 米穀、食品原料の専門商社。
- 名糖健康保険組合 - 旧：名古屋精糖グループによる健康保険組合。

## メディア展開
- 任天堂のニンテンドー ゲームキューブ用ゲームソフト『ピクミン2』に、作中に登場したお宝に協力。クレジットタイトルにもスペシャルサンクスに掲載されている。
- テレビ番組『シルシルミシル』（テレビ朝日）2009年4月8日放送分「キテキテミシル〜中小企業見学〜」にて取りあげられる[9]。
- テレビ番組『AKB48チーム8のKANTO白書 バッチこーい!』（チバテレ）に、「ホームランバー」名義でスポンサーとなった。
- 2021年にメットライフドームのライト側スタンドに新設されるパノラマテラスに、施設命名権スポンサーとして1年間契約。名称を「メイトー ホームランバーパノラマテラス」とした[10]。